# Юхари Моллу
Юхари Моллу (азерб. Yuxarı Mollu) — село в Кубатлинському районі Азербайджану.
Село розміщене на правому березі річки Акарі, за 53 км на південь від міста Лачина.
За часів вірменської окупації село називалося Верін Кашунік (вірм. Վերին Քաշունիք). 
9 листопада 2020 року в ході Другої Карабаської війни було визволене Збройними силами Азербайджану.